# Synema globosum
Synema globosum är en spindelart som först beskrevs av Fabricius 1775.  Synema globosum ingår i släktet Synema och familjen krabbspindlar.

## Underarter
Arten delas in i följande underarter:
- S. g. clarum
- S. g. flavum
- S. g. nigriventre
- S. g. pulchellum